# Bieuzy

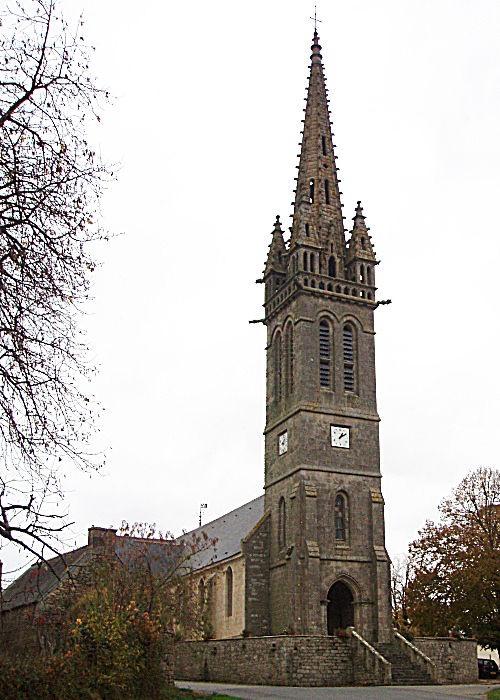
De kerk van Bieuzy

Bieuzy is een plaats en voormalige gemeente in het Franse departement Morbihan in de regio Bretagne en telt 708 inwoners (1999). De plaats maakt deel uit van het arrondissement Pontivy.

## Geschiedenis
Bieuzy is op 1 januari 2019 gefuseerd met de gemeente Pluméliau tot de gemeente Pluméliau-Bieuzy. 

## Geografie
De oppervlakte van Bieuzy bedraagt 18,9 km², de bevolkingsdichtheid is 37,5 inwoners per km².
De onderstaande kaart toont de ligging van Bieuzy met de belangrijkste infrastructuur en aangrenzende gemeenten.

## Demografie
Onderstaande figuur toont het verloop van het inwonertal.